# Cizay-la-Madeleine
Cizay-la-Madeleine é uma comuna francesa na região administrativa da Pays de la Loire, no departamento de Maine-et-Loire. Estende-se por uma área de 19,29 km². Em 2010 a comuna tinha 486 habitantes (densidade: 25,2 hab./km²).